# RCS-4
RCS-4，化学名N-正戊基-3-(4-甲氧基苯甲酰基)吲哚（英語：N-pentyl-3-(4-methoxybenzoyl)indole），分子式C
21H
23NO
2，属于苯甲酰基吲哚类大麻素，是大麻素受体CB1和CB2的激动剂。